# Arbeiterpolitik
Arbeiterpolitik. Wochenzeitschrift für wissenschaftlichen Sozialismus lautete der Name einer Zeitschrift, die in Bremen von Juni 1916 bis März 1919 in einer Auflagenhöhe bis zu 3000 Exemplaren von Johann Knief herausgegeben wurde.
Diese am 24. Juni 1916 erstmals erschienene legale Zeitschrift stützte sich auf die Mitarbeit der Bremer Linksradikalen. Finanziert wurde die Zeitschrift durch Sammlungen unter Bremer Arbeitern und durch Spenden. Sie wurde vorwiegend in Nordwestdeutschland verbreitet, dann aber auch in anderen Zentren der deutschen Linken. Über Feldpost und Urlauber fand die Zeitschrift auch zu Soldaten an der Front und ins Ausland.
In der Schweiz gehörte z. B. Lenin zu den Beziehern. Bis zum Frühjahr 1917 wurde die Redaktion durch Knief geführt. Weitere Mitarbeiter waren Otto Rühle, Karl Radek, Anton Pannekoek, Paul Frölich u. a. Die Zeitschrift orientierte sich hauptsächlich gegen rechtsopportunistische und zentristische Strömungen innerhalb der Sozialdemokratie. So wandte sie sich gegen den Anschluss der Spartakusgruppe an die Unabhängige Sozialdemokratische Partei Deutschlands (USPD) und forderte die Bildung einer unabhängigen Organisation der deutschen Linken.
Ferner trat sie für „die Anbahnung des internationalen Zusammenschlusses der sozialistischen Arbeiterschaft durch die Fortführung des Werkes von Zimmerwald und Kiental“ ein. Ab Mitte 1917 wurde das Konzept einer Einheitsorganisation vertreten, die sowohl die Aufgaben einer Partei wie einer Gewerkschaftsorganisation übernehmen sollte. Ausdruck dieses syndikalistischen Konzepts fand dies im Aufruf zum Boykott der freien Gewerkschaften. 
Die Zeitschrift begrüßte und verteidigte die Oktoberrevolution. Im Jahr 1918 wurden einzelne Kapitel aus der Schrift Staat und Revolution und aus Das Militärprogramm der proletarischen Revolution von Lenin veröffentlicht.
Am 8. März 1919 wurde die letzte Ausgabe herausgegeben.